# The Essential Billy Joel
The Essential Billy Joel è una compilation del cantautore statunitense Billy Joel pubblicata dalla Sony BMG nel 2001. 

## Tracce

### Disco 1
1. Piano Man – 5:36
2. You're My Home – 3:11
3. Captain Jack – 7:16
4. The Entertainer – 3:39
5. Say Goodbye to Hollywood – 4:36
6. Miami 2017 (Seen the Lights Go Out on Broadway) – 5:12
7. New York State of Mind – 6:02
8. She's Always a Woman – 3:19
9. Movin' Out (Anthony's Song) – 3:27
10. Only the Good Die Young – 3:53
11. Just the Way You Are – 4:48
12. Honesty – 3:51
13. My Life – 4:42
14. It's Still Rock and Roll to Me – 2:57
15. You May Be Right – 4:11
16. Don't Ask Me Why – 2:57
17. She's Got a Way (Live) – 2:59
18. Allentown – 3:50

### Disco 2
1. Goodnight Saigon – 7:02
2. An Innocent Man – 5:18
3. Uptown Girl – 3:14
4. The Longest Time – 3:36
5. Tell Her About It – 3:49
6. Leave a Tender Moment Alone – 3:51
7. A Matter of Trust – 4:08
8. Baby Grand – 4:03
9. I Go to Extremes – 4:20
10. We Didn't Start the Fire – 4:48
11. Leningrad – 4:03
12. The Downeaster "Alexa" – 3:42
13. And So It Goes – 3:36
14. The River of Dreams – 4:06
15. All About Soul – 5:57
16. Lullabye (Goodnight, My Angel) – 3:30
17. Waltz no. 1 (Nunley's Carousel) – 6:52
18. Invention in C minor – 0:59

## Riedizione 2008
La riedizione del disco, pubblicata nell'agosto 2008, contiene un terzo CD ed è intitolata The Essential 3.0

### Tracce Disco 3
1. Worse Comes to Worst – 3:13
2. Prelude/Angry Young Man – 5:16
3. Scenes from an Italian Restaurant – 7:34
4. Big Shot – 4:02
5. All for Leyna – 4:12
6. Pressure – 4:39
7. This Is the Time – 4:59

## Certificazioni
L'edizione standard (2001) è stata certificata triplo disco di platino dalla RIAA.